# Aníbal Zañartu
Aníbal Zañartu Zañartu (Concepción, provincia de Concepción, 12 de abril de 1847-Tomé, provincia de Concepción, 1 de febrero de 1902) fue un abogado y político liberal chileno. Se desempeñó como diplomático (al ser ministro plenipotenciario de Chile en Ecuador), parlamentario y ministro de Estado durante las presidencias de Domingo Santa María, José Manuel Balmaceda y Federico Errázuriz Echaurren. Ejerció la vicepresidencia de la República entre el 12 de julio y el 18 de septiembre de 1901 debido a la muerte del presidente Errázuriz Echaurren.

## Biografía

### Primeros años
Hijo de José de Zañartu y Santa María, y de Juana de Mata de Zañartu y Arrau. Estudió en el Colegio de Mr. Harris y Mr. Cernis, y en el Liceo de Concepción. Sus estudios universitarios los realizó en la Universidad de Chile, donde se graduó de abogado el 19 de julio de 1870. Se casó con Amelia Íñiguez y Vicuña, con quien tuvo seis hijos.
Perteneció al Club de la Reforma. Después de desempeñarse como abogado en Santiago, se trasladó a Concepción y Tomé, donde, junto con uno de sus hermanos, se dedicó a la explotación carbonífera en Dichato. Adquirió un fundo en las afueras de Chillán, donde pasaba largas temporadas.

### Carrera política

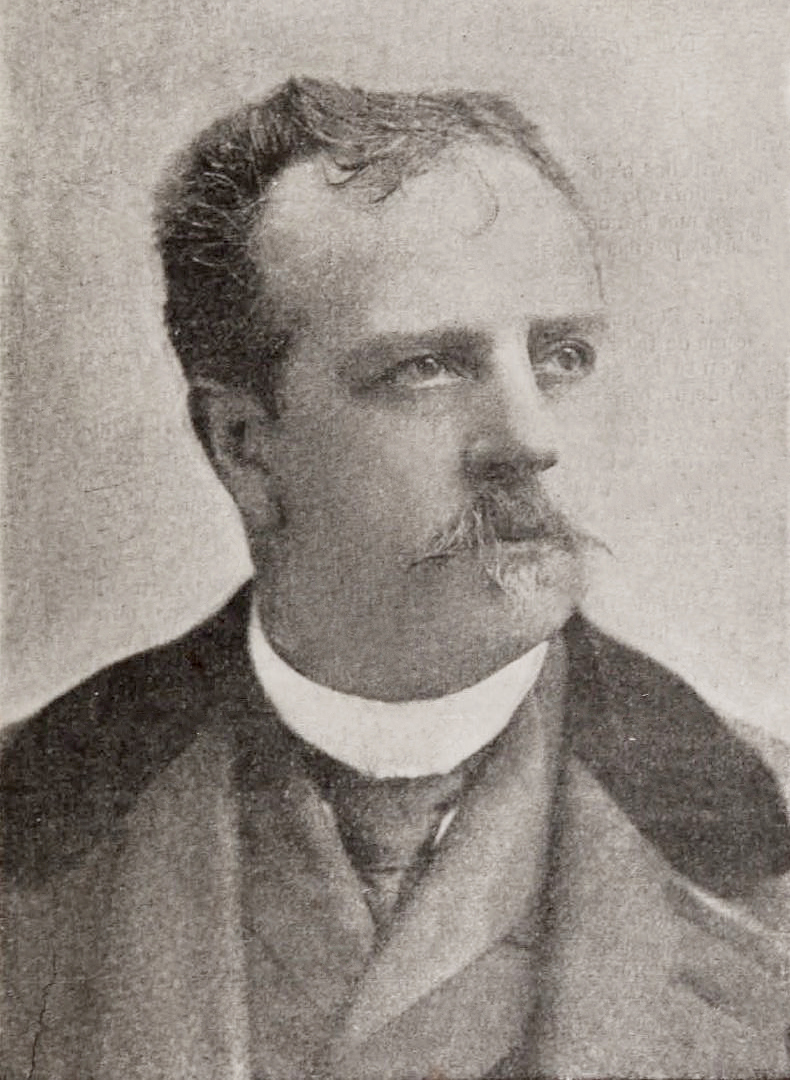
Fotografía de Aníbal Zañartu publicada en su obituario en La Lira Chilena (1902).

En 1880 fue nombrado ministro plenipotenciario de Chile en Ecuador.
En 1882 fue elegido diputado propietario por San Fernando (1882-1885) e integró la Comisión Permanente de Gobierno y Relaciones Exteriores. Fue reelecto diputado propietario por Chillán (1885-1888); fue presidente de la Cámara de Diputados (del 22 de agosto al 24 de noviembre de 1885) y continuó en la Comisión Permanente de Gobierno y Relaciones Exteriores.
Fue elegido senador propietario por Concepción (1888-1894) e integró la Comisión Permanente de Educación y Beneficencia y de la de Gobierno y Relaciones Exteriores. Fue vicepresidente del Senado desde el 3 de junio hasta el 10 de agosto de 1892. Fue reelecto senador por Concepción (1894-1900). Luego fue miembro de la Comisión Permanente de Constitución, Legislación y Justicia, y senador reemplazante en la Comisión Permanente de Relaciones Exteriores. Además, fue miembro de la Comisión Conservadora para el receso en los periodos 1894-1895 y 1898-1899. Fue elegido senador por Ñuble (1900-1906) e integró la Comisión Permanente de Gobierno y de la de Obras Públicas. 
Fue ministro de Relaciones Exteriores y Colonización (1885-1886) al final del gobierno del presidente Domingo Santa María. Fue ministro del Interior del presidente José Manuel Balmaceda (1887-1888) y nuevamente ministro del Interior del presidente Federico Errázuriz Echaurren (1896).

### Vicepresidencia
En 1901 asumió la vicepresidencia del país debido a la enfermedad y muerte del presidente Errázuriz Echaurren. Zañartu convocó a elecciones y entregó el mando al nuevo presidente Germán Riesco Errázuriz el 18 de septiembre del mismo año.

### Muerte
Se alejó de Santiago, para pasar la temporada de verano y descansar en Tomé, donde falleció de un violento ataque cardíaco el 1 de febrero de 1902, sin haber terminado su periodo senatorial. Sus restos fueron trasladados a Santiago y sepultados en el Cementerio General, con los honores correspondientes al rango presidencial que tuvo.